# Monochamus impluviatus
Monochamus impluviatus är en skalbaggsart som beskrevs av Victor Ivanovitsch Motschulsky 1859. Monochamus impluviatus ingår i släktet Monochamus och familjen långhorningar. Inga underarter finns listade i Catalogue of Life.